# Мінасраґрит
Мінасраґрит, мінасрагрит (рос. минасрагрит; англ. minasragrite; нім. Minasragrit m) — мінерал, основний водний сульфат ванадію.

## Загальний опис
Хімічна формула: VO[SO4]•5H2O.
Містить (%): V2O4 — 23,89; SO3 — 34,59; H2O — 41,52.
Сингонія моноклінна.
Призматичний вид.
Форми виділення: волокнисті й пластинчасті кристали, зернисті агрегати, тонкі нальоти, сфероліти.
Спайність досконала.
Колір синій.
Блиск скляний.
Розчиняється у воді.
Рідкісний.
Знайдений у вигляді нальотів на патроніті (сульфід ванадію VS4) в родов. Мінас-Раґра (Серро-де-Паско, Перу), за яким і названо мінерал (W.T.Schaller, 1915).